# Moshpit

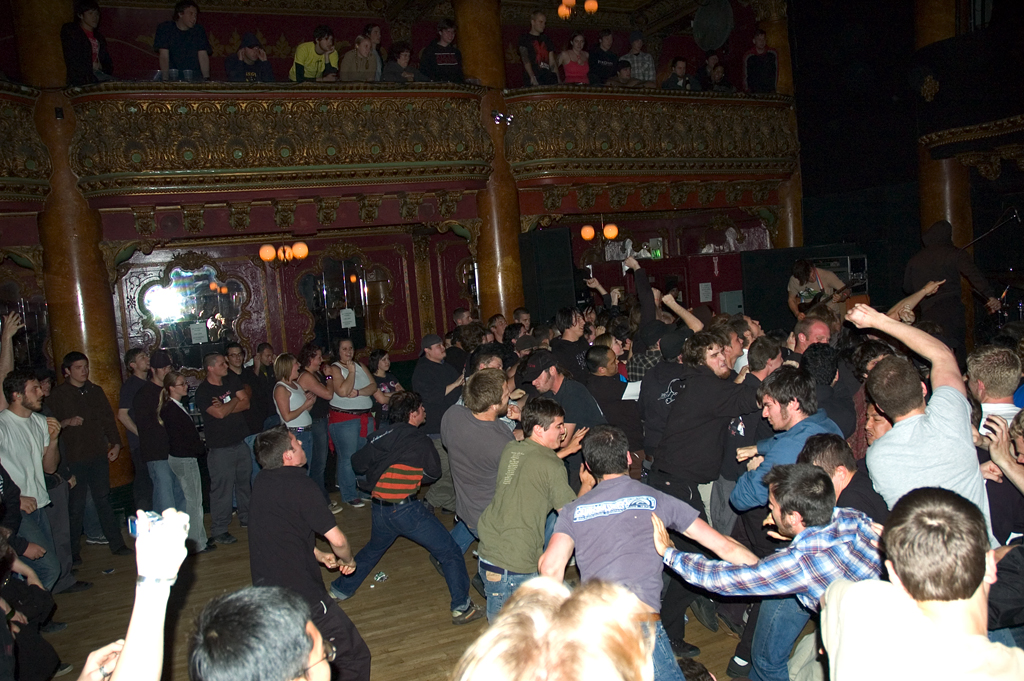
Moshpit bei The Dillinger Escape Plan (Great American Music Hall San Francisco Mai 2005)

Ein Moshpit, auch „Moshing Pit“ oder „Pogopit“ genannt, ist ein häufig auf Metal-, Hardcore- oder Punk-Konzerten vor der Bühne entstehender Kreis, in dem die Zuschauenden tanzen bzw. pogen. Vereinzelt werden aber auch auf Hardcore-Techno-, Dubstep- und Hip-Hop-/Rap-Veranstaltungen Moshpits gebildet. Im Gegensatz zum Circle Pit bezeichnet Moshpit nicht nur die Kreislinie, sondern auch alles, was innerhalb des Kreises liegt; nach außen hin erscheint ein Moshpit wie eine große Menschentraube.

## Etymologie
Entstanden ist „Moshpit“ aus dem englischen Kunstwort „mosh“, das vor allem von den New Yorker Thrash-Metal-Bands S.O.D. und Anthrax seit Mitte der 1980er Jahre geprägt wurde und so viel bedeutet wie „starke Emotionen“ oder „Chaos“, und dem englischen Wort „pit“, das Grube, Kessel heißt, aber auch in der Bedeutung Abgrund oder Hölle verwendet wird. 1985 taucht das Verb „to mosh“ bei den Stormtroopers of Death (S.O.D.) auf der LP Speak English or Die auf: „You think that you’re really hard / You think that you can mosh / […] / But can you do the Milano mosh?!“ (aus dem Stück „The Milano Mosh“). Anthrax verwenden das Wort 1987 als Nomen auf ihrer LP Among the Living im Stück „Caught in a Mosh“, was frei übersetzt so viel heißt wie „Gefangen im Chaos“.
Das Merriam-Webster-Onlinewörterbuch verweist unter dem Eintrag auch auf die Verben „to mash“ oder „to mush“, von denen „to mosh“ eine Abwandlung („alteration“) sei. Damit setzt das Wörterbuch „to mosh“ in einen Bedeutungszusammenhang von „zu Brei schlagen“ bzw. „zerquetschen“.
Es gibt – auch angesichts der jüdischen Herkunft von Scott Ian Rosenfeld (Gitarrist bei Anthrax und S.O.D.) – Spekulationen darüber, ob der Terminus „mosh“ nicht ironisch auf die im Judentum und auch im Islam verbreitete Art des rituellen Gebets (schnelles wiederholungsträchtiges Kopfnicken des ganzen Oberkörpers, vgl. Headbanging) anspielt. Darüber hinaus ist „Moshe“ ein häufiger jüdischer Vorname.
Offenbar in Anspielung auf die in der zweiten Hälfte der 1980er Jahre zur Fusionierung (Crossover-Bewegung) neigenden – seither aber wieder zunehmend isolierten – Szenen von Thrash- und Deathmetal einerseits und Hardcore andererseits hat das seinerzeit bedeutende britische Grindcore-Label Earache Records seine Veröffentlichungen seit 1986 mit den Codes „MOSH 1“, „MOSH 2“ usw. durchnummeriert. Hierunter finden sich sowohl Hardcore-/Speedcore-Bands als auch solche, die später dem Metal-Genre zugeordnet wurden; was den praktizierenden Moshern in der Regel völlig egal war.
Um sich von der zunehmend kommerzieller werdenden Metal-Szene in den 1990er Jahren abzugrenzen, insbesondere vom US-Death-Metal, deren Musiker damals oft in Jeans, Jogginghosen und Turnschuhen auf die Bühne stiegen, was der Ästhetik der damals neu aufkommenden Black-Metal-Bewegung völlig zuwider war, ließ Øystein Aarseth („Euronymous“) bei den Veröffentlichungen seiner auf Black Metal spezialisierten Plattenfirma Deathlike Silence Productions (DSP) jeweils den Slogan „Anti-Mosh“ auf die Plattenhüllen drucken und nummerierte den Katalog der nur neun Veröffentlichungen nach Vorbild von Earache Records durch. Rund um ein durchgestrichenes Foto des damals angesagten Heavy-Metal-Produzenten Scott Burns waren die Worte „no fun, no core, no mosh, no trends“ zu lesen.
Später wurde der Ausdruck „mosh“, ähnlich wie Jibble, für alles eingesetzt, wofür gerade kein passendes Wort zu finden ist. Das abgeleitete Verb moshen wird unter anderem synonym zu Headbangen, Pogo tanzen und ähnlichen Ausdrucksformen von „mosh“ benutzt. Wirklich übersetzen lässt sich das Wort nicht.
In der LARP-Szene und teilweise auch in anderen Rollenspielerkreisen wird das Wort „moschen“ synonym für „metzeln“ oder „hart kämpfen“ verwendet.

## Dynamik

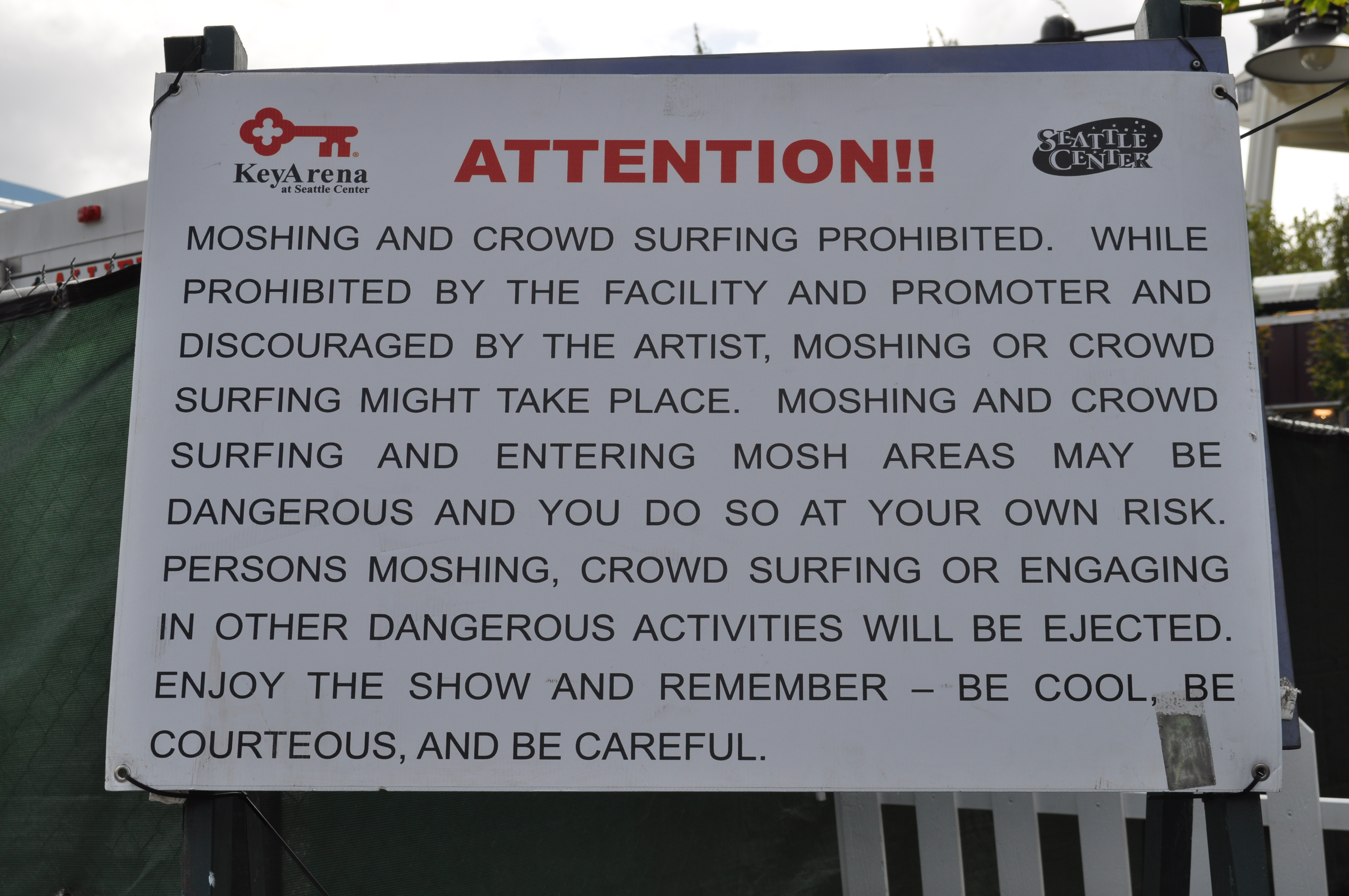
Attention!!! Moshing and Crowd-Surfing prohibited. ...: Mosh- und Crowdsurf-Verbotsschild in der Key Arena im Seattle-Center (September 2010)

Moshpits entstehen für gewöhnlich spontan und können sich genauso spontan wieder auflösen. Dieser Prozess unterliegt der Stimmung der Tanzenden, die massiv durch die Musik aufgeheizt wird; häufig fordert allerdings auch die gerade spielende Band die Fans aktiv zur Bildung eines Moshpits auf. Hat sich erst einmal eine kleine Gruppe gefunden, die mit dem Tanzen beginnt, dann wächst der Moshpit für gewöhnlich schnell an und vertreibt die „tanzunwilligen“ Gäste nach außen. So entsteht direkt vor der Bühne, wo die Musik am lautesten ist, ein Kreis aus „Moshern“.

## Circle Pit
Ein Circle Pit ist eine spezielle Form eines Moshkreises: Während sich in einem kreisähnlichen Moshpit alle Tanzenden in unterschiedliche Richtungen bewegen, pogen bei einem Circle Pit alle Teilnehmenden in einem Kreis (und zwar nur entlang der Kreislinie, nicht innerhalb des Kreises) in dieselbe Richtung, die Mitte des Circle Pits bleibt zumeist leer. Für das Zustandekommen eines Circle Pits sind mehr Grundvoraussetzungen nötig als für einen normalen Moshpit, etwa eine Koordination der Richtung, in die getanzt werden soll, dies geschieht oft durch Anleitung der Band.

## Circle/Wall of Death
Circle of Death oder Wall of Death sind zwei Erscheinungen, die man am besten als „organisierten Moshpit“ beschreibt. Circles of Death sind eher auf Punkkonzerten vertreten. Auf Metalkonzerten findet man die Wall of Death eindeutig öfter als den Circle, da es auch noch ein bisschen das „großer Mann spielen“ des Metal mitbringt: Zwei Parteien stehen sich wie vor einer Schlacht gegenüber, die vorderste Reihe zeigt den Frontverlauf auf. Diese beiden Seiten stürmen dann auf Signal wie unten beschrieben aufeinander zu. Das ist sozusagen der Beginn der Schlacht. Meist wird sie von der Band initiiert, die vor einem Wall-Of-Death-Lied die Menge aufteilt. Oft ist am Hallen-/Konzertplatz-Boden eine Trennlinie, um die Massen gerecht zu verteilen.
Ein Circle of Death wird häufig von Fans initiiert. Man sucht sich in der Regel eine ruhige Stelle eines Metal- oder Punk-Rock-Liedes aus (bzw. die Pause dazwischen), auf die eine laute, aggressive Phase folgt. In der ruhigen Phase wird ein möglichst großer Raum im Bereich vor der Bühne freigemacht. Hierbei bildet sich ein freier Kreis, der von allen Seiten gleichzeitig gestürmt wird.
In manchen Fällen kann so ein Spalt entstehen, der von der Bühne bis hinter die Wellenbrecher reicht. Diese Praktiken können massiv gestört werden, wenn viele Menschen sich in den freigeräumten Bereich stellen, um von der herannahenden Menge umgerissen zu werden oder kräftig auszuteilen.